# Риопель, Жан-Поль
Жан-Поль Риопель (фр. Jean-Paul Riopelle; род. 7 октября 1923 г. Монреаль — ум. 12 марта 2002 г. Иль-о-Грю, провинция Квебек, Канада) — канадский художник и скульптор.

## Жизнь и творчество
Ж.-П. Риопель изучал живопись в Академии искусств Монреаля (École des beaux-arts de Montréal). В 1943—1944 годах продолжил обучение в Школе дизайна обстановки (École du meuble de Montréal). Знаменательным для него оказалась встреча с основоположником канадского автоматизма Полем-Эмилем Бордюасом. В 1945 году он вступает в художественную группу «Автоматисты» (Les Automastistes). Неудовлетворённый состоянием консервативного канадского искусства в конце 1940-х годов Риопель едет в Париж, где знакомится с ведущими художниками, представлявшими такие направления живописи, как сюрреализм, автоматизм, ташизм, искусство информель, и оказавшими сильное влияние на творчество на художника. В том же году в столице Франции проходит его персональная выставка. В 1956 году Риопель знакомится с американской художницей Джоан Митчелл, бывшей его гражданской женой до 1979 года.

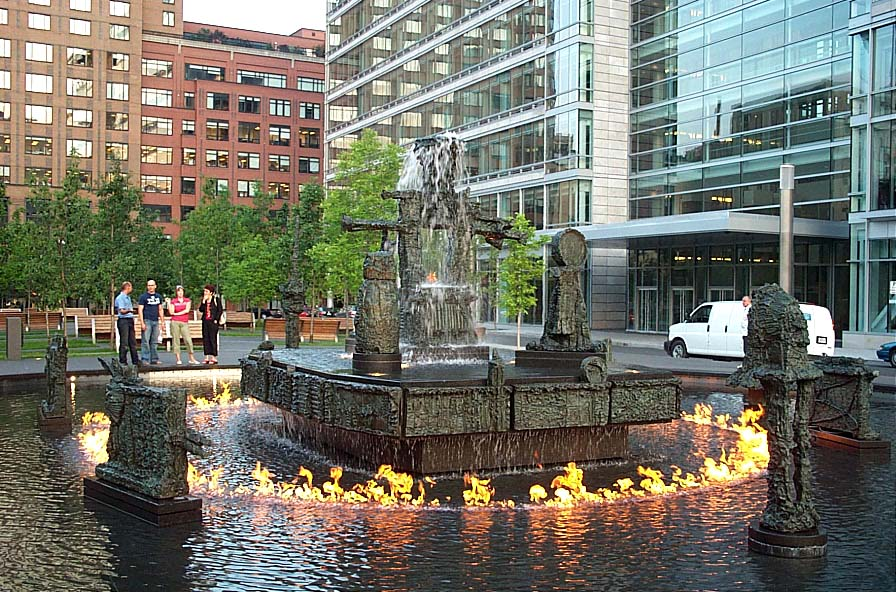
«Вражда» (La Joute) Ж.-П. Риопеля в Монреале

Художественные направления, в которых работал художник — сюрреализм и абстрактный экспрессионизм. Ж.-П. Риопель является одним из крупнейших представителей живописи действия (Action Painting). Участник выставок современного искусства документа ІІ (1959) и ІІІ (1964) в Касселе (Германия).
Скульптурные композиции работы Риопеля украшают Международный аэропорт Торонто, Международный дистрикт Монреаля, Оперу Бастилия в Париже.
Ж.-П. Риопель являлся кавалером Ордена Канады (1969) и Национального Ордена Квебека (1988).